# شيكو فيلار
شيكو فيلار (بالإسبانية: Chico Villar)‏ هو مدرب كرة قدم ولاعب كرة قدم بيروفي، ولد في 13 مارس 1947 في بيرو.